# Craterul Boltîș
Craterul Boltîș este un crater de impact meteoritic în Regiunea Kirovohrad din Ucraina. Craterul are 24 km în diametru și vârsta sa este estimată la 65.17 ± 0.64 milioane ani, estimarea vârstei este făcută pe baza datării cu argon. Vârsta sa este situată cu o mică eroare în aceeași perioadă cu Craterul Chicxulub (pronunță Cicșulub) în Mexic și Granița K–T. Impactul Chicxulub se crede că a provocat dispariția în masă de la sfârșitul erei Cretacic, care a inclus dispariția dinozaurilor. Impactul Boltysh probabil a avut loc cu mai multe mii de ani înainte de impactul Chicxulub, sugerând că evenimentul extincției ar fi putut să fie determinat de impacturi multiple pe o perioadă extinsă de timp, acum aproximativ 66 de milioane de ani.

## Prezentare generală
Craterul Boltysh este situat în centrul Ucrainei, în bazinul râului Tiasmyn, un afluent al râului Nipru.  Acesta are 24 kilometri în diametru, și este înconjurat de o pătură a ejecțiilor de brecii conservate pe o suprafață de 6.500 km².  Se estimează că imediat după impact, ejecțiile de impact au acoperit o suprafață de 25.000 km² la o adâncime de 1 metru sau mai mare, și au fost de aproximativ 600 de metri adâncime, la buza craterului.
Craterul conține o ridicătură centrală de aproximativ 6 kilometri în diametru, această ridicătură are circa 550 de metri deasupra nivelului de bază al craterului. În prezent această ridicătură se află sub aproximativ 500 de metri de sedimente depozitate. Craterul a fost descoperit în anii 1960 în timpul explorării petrolului.

## Vârsta
Când a fost identificat pentru prima dată, vârsta craterului a putut fi doar aproximată folosindu-se vârsta rocilor afectate (țintă) și vârsta sedimentelor suprapuse. Rocile țintă erau din perioadele Cenomanian (98.9-93.5 milioane ani în urmă) și Turonian (93.5 la 89 milioane de ani în urmă). Mostrele de sedimente de deasupra craterului conțin fosile datând din epoca Paleocen (65-54.8 milioane de ani în urmă). Vârsta craterului a fost astfel obligată să intre în perioada de acum 54.8 și 98.9 milioane ani.
Ulterior, datările radiometrice au redus incertitudinea. Concentrația de produse de descompunere a U238 în pahare din craterul de impact au fost folosite pentru a obține o vârstă de 65.04 ± 1.10 de milioane de ani. Analiza cu argon a dat o vârstă de 65.17 ± 0.64 milioane ani. Aceste vârste sunt similare cu cea a Craterului Chicxulub. Un studiu din august 2010 a unor piroane antice de ferigă sugerează că impactul Boltysh probabil a avut loc cu mai multe mii de ani înainte de Chicxulub.

## Probabilitatea de impact multiplu
Deși vârstele derivate pentru Chicxulub și Boltysh sunt aceleași pentru erorile în cadrul lor statistic, aceasta nu înseamnă neapărat că s-au format, în exact același timp. La rata estimată a impactului pe Pământ, nu ar fi extrem de neobișnuit pentru un crater de dimensiunile lui Boltysh să se formeze la o jumătate de milion de ani de Chicxulub. Datarea acestor cratere de impact nu este încă suficient de precisă pentru a stabili dacă impactele au avut loc la mii de ani sau au fost aproape simultane, cum ar fi impactul fragmentelor cometei Shoemaker-Levy 9 cu Jupiter în 1994. 
Descoperirea craterului neconfirmat Silverpit și raportul timpuriu al vârstei sale la 65-60 milioane de ani  a dat inițial mai mare pondere la ipoteza că Pământul a fost lovit de mai multe ori în acest moment, cu toate acestea, estimarea de vârstă a fost extinsă la 74-45 milioane de ani.
Controversatul crater Shiva este revendicat de a fi format în jurul aceluiași timp, însă statutul acestuia ca un crater de impact este contestat.